# Acontias richardi
Acontias richardi — вид сцинкоподібних ящірок родини сцинкових (Scincidae). Ендемік Південно-Африканської Республіки.

## Поширення і екологія
Acontias richardi мешкають на північних схилах гірського хребта Саутпансберг в провінції Лімпопо. Вони живуть на піщаних дюнах в сухій савані, на висоті від 430 до 800 м над рівнем моря.

## Збереження
МСОП класифікує стан збереження цього виду як близький до загрозливого. Acontias richardi загрожує знищення природного середовища.